# アジア王
アジア王（アジアおう、ギリシア語: Κύριος της Ασίας）は、マケドニア王アレクサンドロス3世が紀元前331年にガウガメラの戦いで勝利した後、与えられた称号。その後、アジア王の称号は紀元前323年にアレクサンドロス3世がバビロンで亡くなった後、その後継者であるアンティゴノス朝、プトレマイオス朝、セレウコス朝、そして彼の息子アレクサンドロス4世に継承されたが、いずれもアジアやアレクサンドロス3世の帝国に勢力を持たず、実権は摂政や反乱したペルシアのサトラップにあった。ディアドコイが実権を奪って帝国を分割すると、アジア王の称号を継承する者はいなくなった。

## アジア王の一覧
- アレクサンドロス3世（前331年 - 前323年）
- ピリッポス3世（前323年 - 前317年）
- アレクサンドロス4世（前317年 - 前309年）